# خرچنگ‌های لاک‌منجوقی
خرچنگ‌های لاک‌منجوقی (نام علمی: Oregonia) نام یک سرده از بالاخانواده عنکبوتی‌خرچنگ‌واران است.